# Mark Tuitert
Mark Jan Hendrik Tuitert (Holten, 4 de abril de 1980) es un deportista neerlandés que compitió en patinaje de velocidad sobre hielo. 
Participó en tres Juegos Olímpicos de Invierno, entre los años 2006 y 2014, obteniendo en total tres medallas, bronce en Turín 2006, en la prueba de persecución por equipos (junto con Sven Kramer, Carl Verheijen y Rintje Ritsma), y oro y bronce en Vancouver 2010, en 1500 m y persecución por equipos (junto con Jan Blokhuijsen, Sven Kramer y Simon Kuipers).
Ganó tres medallas en el Campeonato Mundial de Patinaje de Velocidad sobre Hielo en Distancia Individual, en los años 2004 y 2005, y dos medallas en el Campeonato Europeo de Patinaje de Velocidad sobre Hielo, oro en 2004 y bronce en 2003.

## Palmarés internacional
| Juegos Olímpicos                           | Juegos Olímpicos          | Juegos Olímpicos  | Juegos Olímpicos        |
| Año                                        | Lugar                     | Medalla           | Prueba                  |
| ------------------------------------------ | ------------------------- | ----------------- | ----------------------- |
| 2006                                       | Turín (Italia)            | Medalla de bronce | Persecución por equipos |
| 2010                                       | Vancouver (Canadá)        | Medalla de oro    | 1500 m                  |
| 2010                                       | Vancouver (Canadá)        | Medalla de bronce | Persecución por equipos |
| Campeonato Mundial en Distancia Individual |                           |                   |                         |
| Año                                        | Lugar                     | Medalla           | Prueba                  |
| 2004                                       | Seúl (Corea del Sur)      | Medalla de plata  | 1500 m                  |
| 2005                                       | Inzell (Alemania)         | Medalla de oro    | Persecución por equipos |
| 2005                                       | Inzell (Alemania)         | Medalla de plata  | 1500 m                  |
| Campeonato Europeo                         |                           |                   |                         |
| Año                                        | Lugar                     | Medalla           | Prueba                  |
| 2003                                       | Heerenveen (Países Bajos) | Medalla de bronce | Clasificación general   |
| 2004                                       | Heerenveen (Países Bajos) | Medalla de oro    | Clasificación general   |